# Saint-Ange-le-Viel
Saint-Ange-le-Viel là một xã ở tỉnh Seine-et-Marne, thuộc vùng Île-de-France ở miền bắc nước Pháp.

## Dân số
Người dân ở Saint-Ange-le-Viel được gọi là Saintangevins.
Điều tra dân số năm 1999, xã này có dân số là 215.